# Mezőföld
A Mezőföld (németül: Feldland) Magyarország egyik földrajzi középtája a Dunától nyugatra, a Sió és a Duna között, a Duna menti síkság, a Dunántúli-középhegység, a Dunántúli-dombság és a Balaton között. Földrajzilag az Alföldhöz tartozik, bár a köznapi felfogás nem tekinti a nagytáj részének, mivel Alföld névvel elsősorban csak a síkság Dunától keletre fekvő részeit szokás nevezni. Közigazgatásilag jobbára Fejér vármegye, kis részben Veszprém, Somogy, Pest és Tolna vármegye területére esik. Tengerszint feletti magassága 100–180 m. Földje hol homokos, hol kőzetlisztes (ezt az anyagot a Dunántúli-középhegység patakjai rakták le), de területein nagy kiterjedésben jellemző a legjobb minőségű termőföld, az úgynevezett csernozjom is. A Duna felől nagyobb szintkülönbség (tereplépcső) választja el az Alföld többi részétől. Eredetileg füves puszta volt, ma jó minőségű mezőgazdasági terület. Legnépesebb települése Székesfehérvár.

## Természetföldrajz

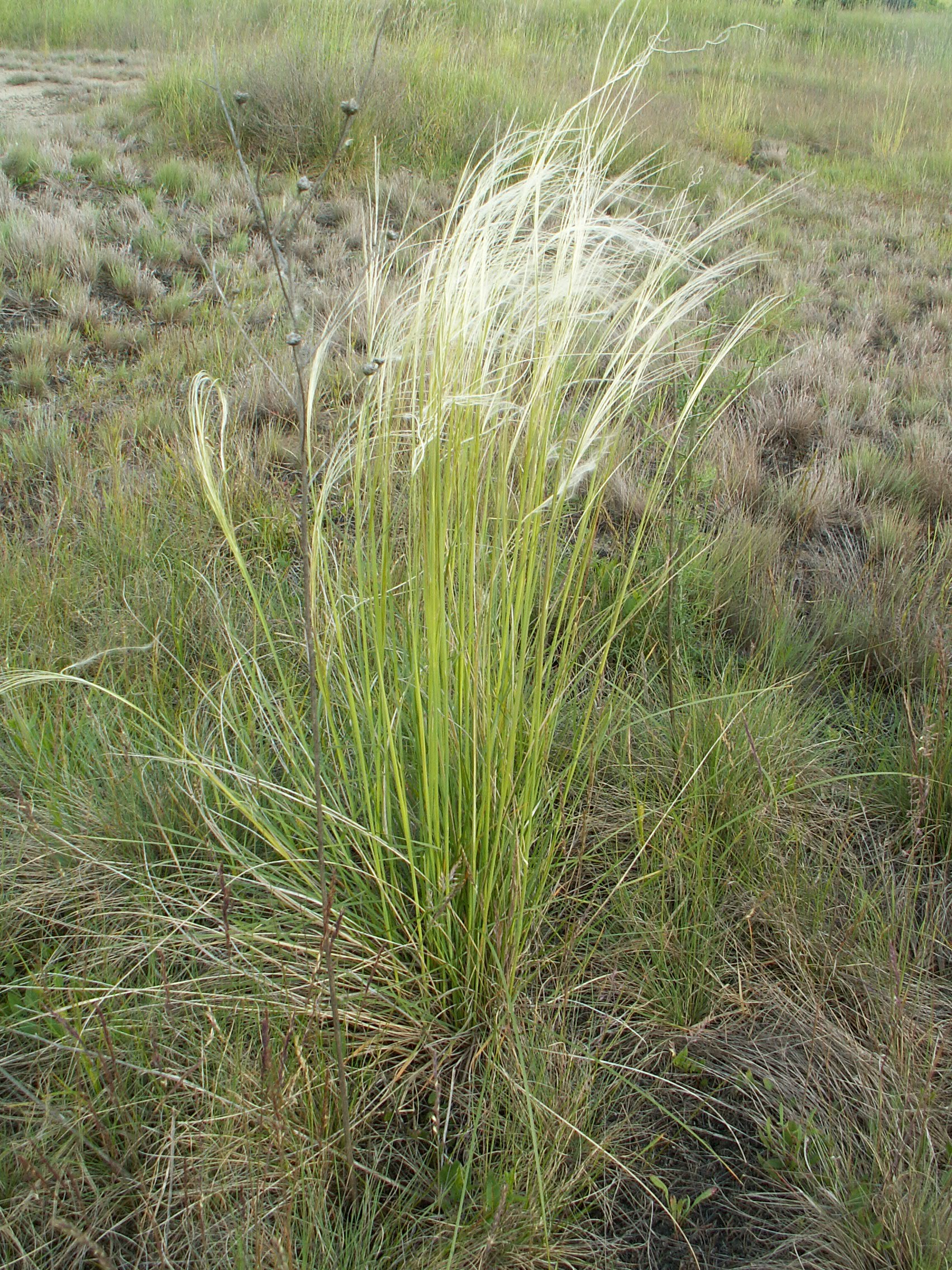
Jellemző az árvalányhajas homokpuszta

A Mezőföld területén homokos és lösszel borított területek váltakozása jellemző.

### Éghajlat
Éghajlata nedves kontinentális, nyáron jellemző a szárazság, a veszteséges vízháztartás.

### Flórája
Változatos élőhelytípusokat találhatunk egymás mellett, például a száraz füves puszták, homokpuszták, futóhomokos területek, illetve a nedvesebb klímájú láp- és mocsárrétek, láperdők.
A természetes növénytársulások, füves puszták napjainkban már kevés helyen találhatók meg. Németkér és Bikács település között található egy érintetlen futóhomokos terület, ahol még jellemző az árvalányhajas homokpuszta. A vidék állatvilágában is több endemikus és Európában veszélyeztetett faj is előfordul, például:  Acrida hungarica, Ammabiota festiva. Jellemző élőhelytípus még a homoki láprét, ahol több jégkorszaki reliktum faj is fennmaradt például: Trollius europaeus, Parnassia palustris, Menyanthes trifoliata, Veratrum album, Eriophorum sp.
Növényvilágának jellemző fajai ezen kívül az orchideák, melyek a láp- és mocsárrétek területén fordulnak elő leginkább. A nedves réteken és a láperdőkben gazdag rovarvilág, valamint kétéltű-, hüllő- és madárfauna található. Közép-Európában nagyon ritka löszpuszták maradtak fenn a tájegység északkeleti részén.
Löszpusztagyepein megtalálhatóak a közönséges párlófű (Agrimonia eupatoria), a taréjos tarackbúza (Agropyron pectinatum), a bunkós hagyma (Allium sphaerocephalon), a közönséges spárga (Asparagus officinalis), a kisvirágú csüdfű (Astragalus austriacus), a szártalan csüdfű (Astragalus exscapus), a zászlós csüdfű (Astragalus onobrychis), a szürke fenyérfű (Bothriochloa ischaemum), az erdei szálkaperje (Brachypodium pinnatum), a sátoros aranyvirág (Chrysanthemum corymbosum), az árva rozsnok (Bromus inermis), a vetési gomborka (Camelina microcarpa), az olasz harangvirág (Campanula bononiensis), a csomós harangvirág (Campanula bononiensis), az útszéli bogáncs (Carduus acanthoides), a Sadler-imola (Centaurea sadleriana), az útszéli imola (Centaurea micranthos), az éles mosófű, vagy más néven sikárfű (Chrysopogon gryllus), a gyapjas aszat (Cirsium eriophorum), a tarka koronafürt (Coronilla varia), a vadmurok (Daucus carota), a bóbitás küllőrojt (Erigeron acer), a mezei iringó (Eryngium campestre), a magyar kutyatej (Euphorbia pannonica), az orvosi szemvidító (Euphrasia tatarica), a közönséges sarlófű (Falcaria vulgaris), a pusztai csenkesz (Festuca rupicola), a koloncos legyezőfű (Filipendula vulgaris), a tejoltó galaj (Galium verum), a karcsú orbáncfű (Hypericum elegans), a közönséges orbáncfű (Hypericum perforatum), az apró nőszirom (Iris pumila), a kisfészkű hangyabogáncs (Jurinea mollis), a parlagi madármályva (Lavathera thuringiaca), a hegyi len (Linum austriacum), a fehér pemetefű (Marrubium peregrinum), a sarlós lucerna (Medicago falcata), az üstökös gyöngyike (Muscari comosum), az apácavirág (Nonea pulla), a tövises iglice (Ononis spinosa), a buglyos kocsord (Peucedanum alsaticum), a Picris hieracioides, a hasznos földitömjén (Pimpinella saxifraga), a réti útfű (Plantago media var. urvilleana), a rekenyő (Rapistrum perenne), a vadrezeda (Reseda lutea), a ligeti zsálya (Salvia nemorosa), a mezei zsálya (Salvia pratensis), a vajszínű ördögszem (Scabiosa ochroleuca), a jakabnapi aggófű (Senecio jacobaea), a homoki gurgolya (Seseli annuum), a változó gurgolya (Seseli varium), a hólyagos habszegfű (Silene otites), a hasznos tisztesfű (Stachys recta), a kunkorgó árvalányhaj (Stipa capillata), a kései pitypang (Taraxacum serotinum), a sarlós gamandor (Teucrium chamaedrys), a kékes borkóró (Thalictrum minus), a közönséges vasfű (Verbena officinalis), a macskafarkú veronika (Veronica spicata), a csuklyás ibolya (Viola ambigua).

### Faunája
Emlősök:
vörös róka, mezei nyúl, európai őz, gímszarvas, vaddisznó, üregi nyúl, hörcsög, mezei cickány, aranysakál
Madarak:
fácán, fogoly, fürj, réti fülesbagoly, kakukk, mezei pacsirta, búbospacsirta, füsti fecske, rozsdás csuk, barátposzáta, gyurgyalag, partifecske, egerészölyv, barna kánya, héja, nagy póling, piroslábú cankó, szarka.
Hüllők, kétéltűek:
zöld varangy, vöröshasú unka, erdei sikló, barna ásóbéka, levelibéka, fürge gyík.

## Földrajzi kistájai

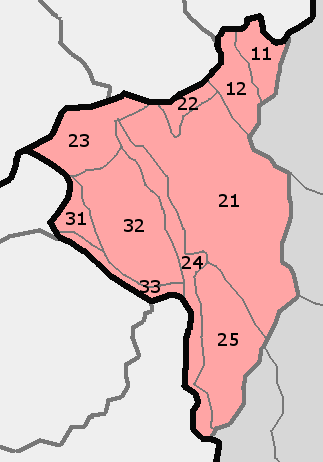

Az MTA Földrajztudományi Kutató Intézetének földrajzi tájbeosztása szerint a Mezőföldön az alábbi földrajzi kistájakat különböztetjük meg:
- 1.4.11. Érd–Ercsi-hátság
- 1.4.12. Váli-víz síkja
- 1.4.21. Közép-Mezőföld
- 1.4.22. Velencei-medence
- 1.4.23. Sárrét
- 1.4.24. Sárvíz-völgy
- 1.4.25. Dél-Mezőföld
- 1.4.31. Enyingi-hát
- 1.4.32. Káloz–Igari löszhátak
- 1.4.33. Sió-völgy

## Fontosabb települések

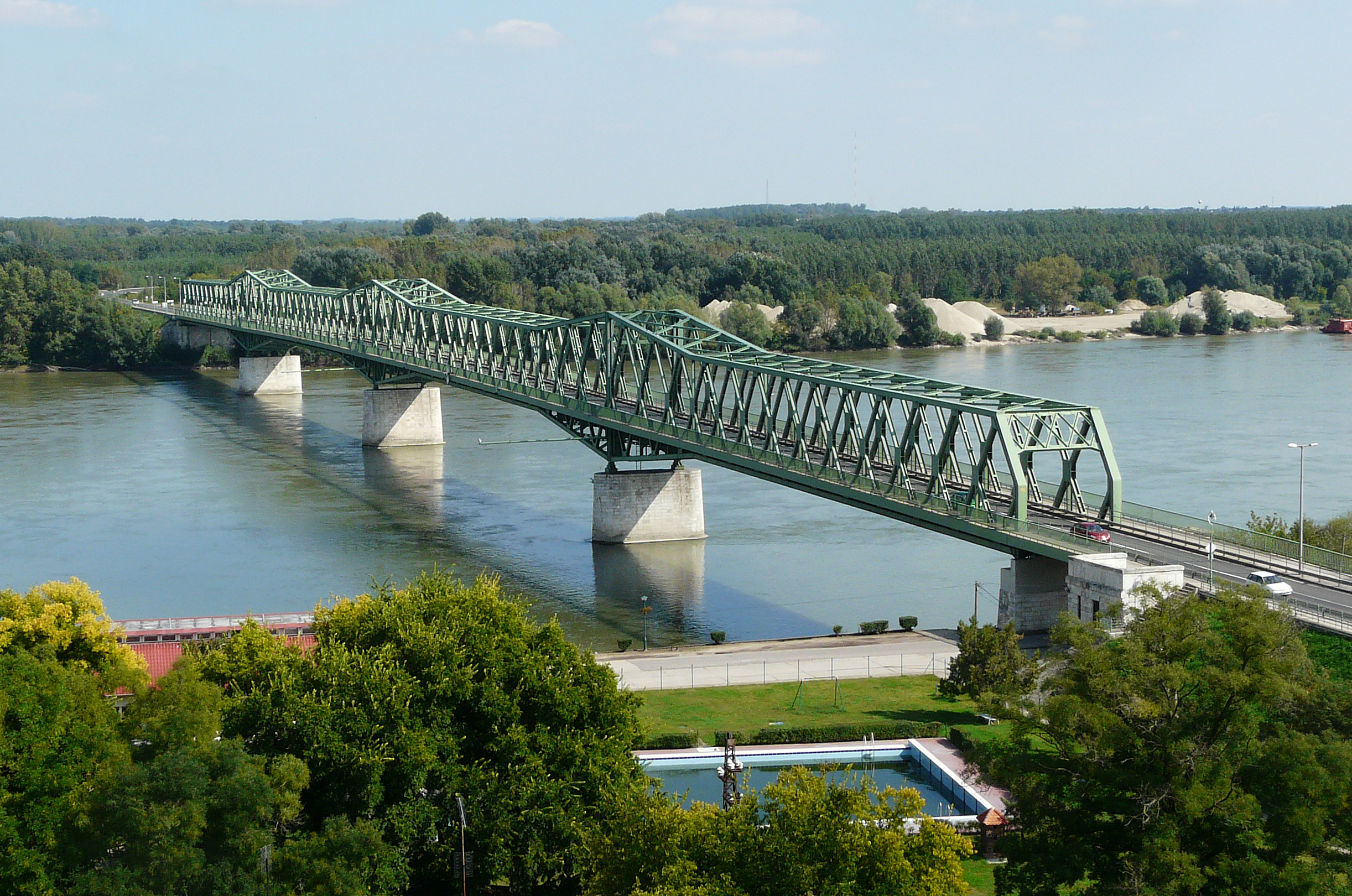
Beszédes József híd, Dunaföldvár

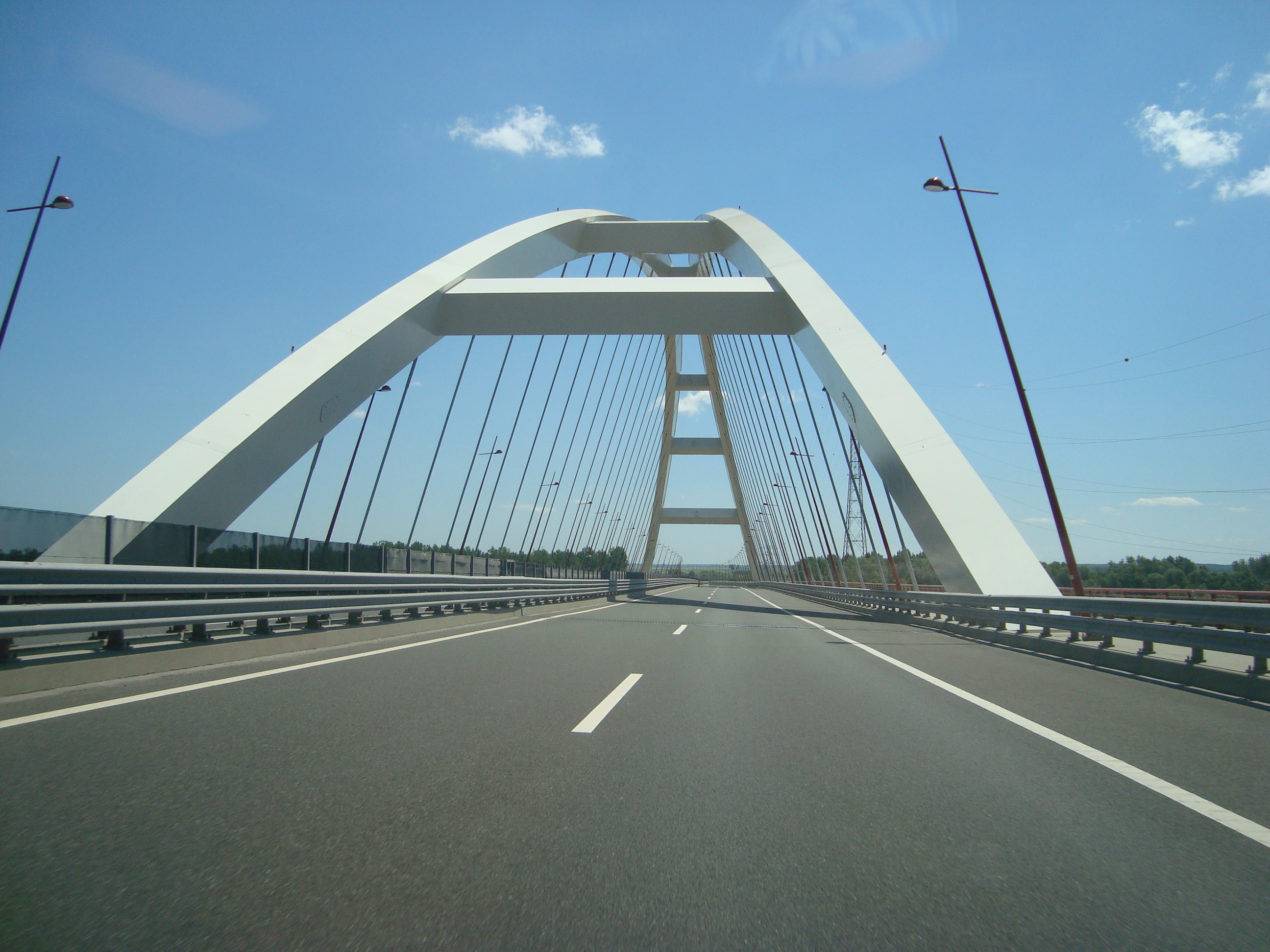
Pentele híd, Dunaújváros

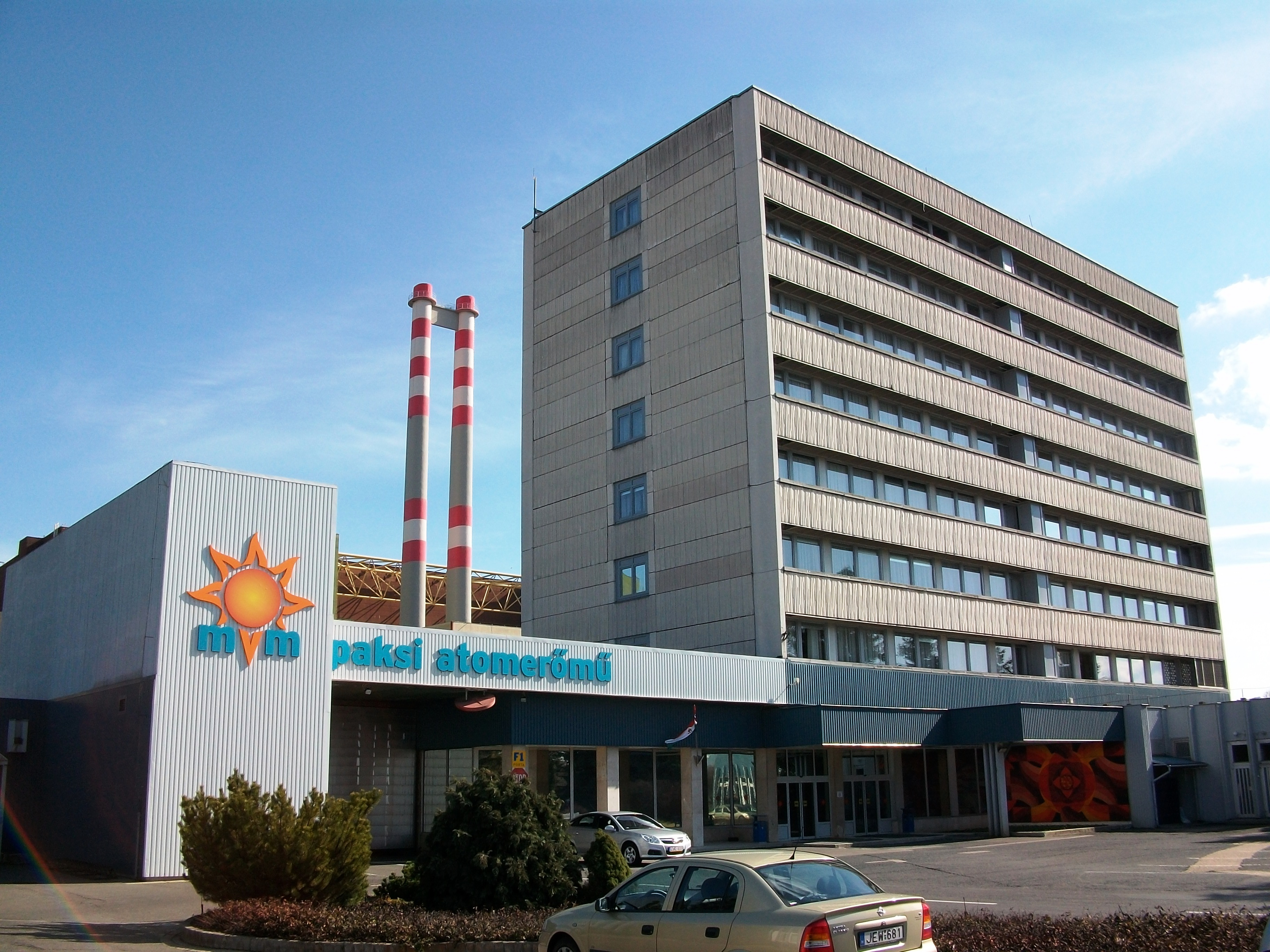
A paksi atomerőmű

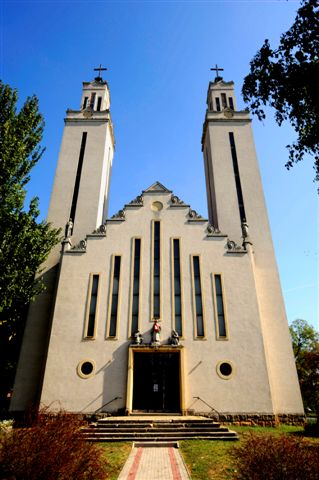
Pusztaszabolcs, római katolikus templom

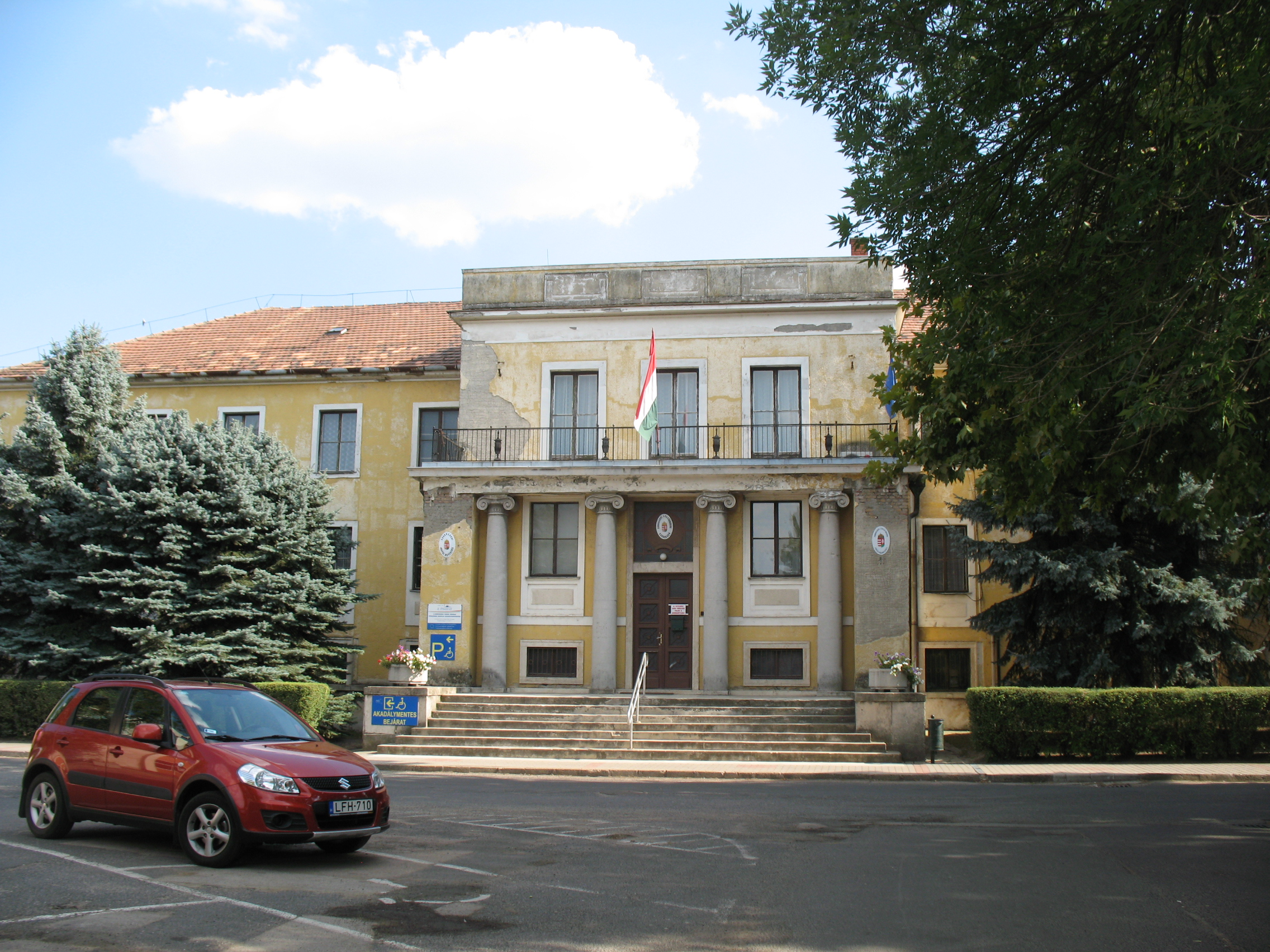
Járásbíróság, Sárbogárd

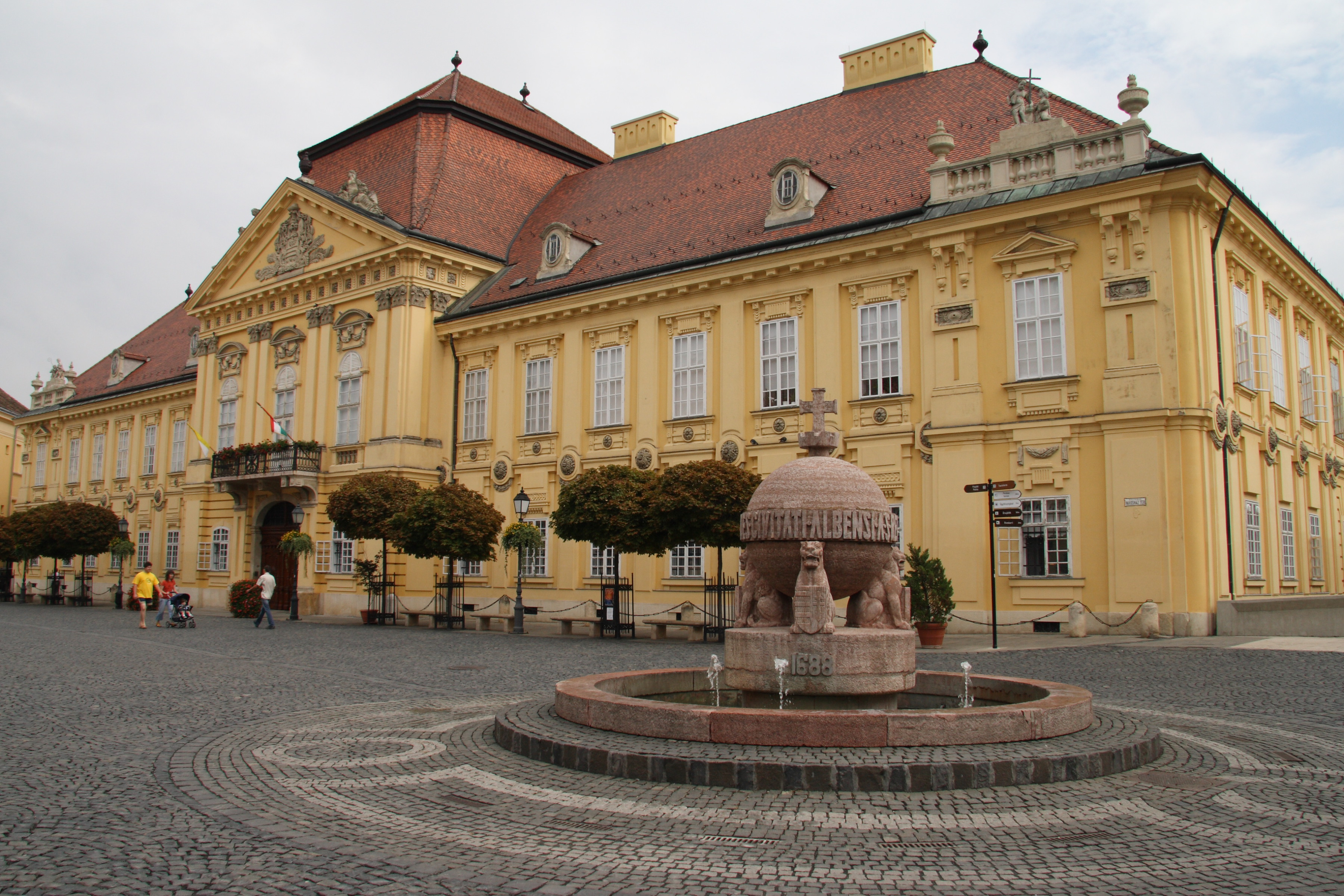
A székesfehérvári Városház tér az Országalmával

### Adony
Fejér vármegye keleti részén, a Duna mellett fekvő település. A településen halad a 6-os főút és a Pusztaszabolcs–Dunaújváros–Paks-vasútvonal. Országúton Kálozzal, Perkátával és Pusztaszabolccsal is mellékút köti össze. Népessége 3838 fő.

### Dunaföldvár
Város a Dél-Dunántúli Régióban, Tolna vármegye északkeleti csücskében. A város az ország közepén, a Duna jobb partján fekszik, Budapesttől délre mintegy 90 kilométer távolságra. Fontos közúti csomópont. Itt találkozik a 6-os, a 61-es és az 52-es út; a Beszédes József híd itt köti össze a Dunántúlt az Alfölddel és az ország keleti-délkeleti részével.
1970-ben a település nagyközségi címet kapott, 1989. március 1-jén pedig várossá nyilvánították. A rendszerváltás egyik első jeleként kiürítették az itteni szovjet laktanyát, leszerelték a föld–levegő rakétabázist, 1990. április 22. és május 14. között a szovjet csapatok elhagyták Dunaföldvárt. Népessége 8915 fő.

### Dunaújváros
Dunaújváros (1951 előtt Dunapentele, 1951–1961 között Sztálinváros) megyei jogú város Fejér vármegye délkeleti részén, a Duna jobb partján. A Dunaújvárosi járás székhelye, a megye második legnépesebb, és legkeletebbre fekvő települése, egyben a Mezőföld második legnépesebb települése. Itt található a Dunaújvárosi Egyetem (Fejér vármegye egyetlen felsőoktatási intézménye), valamint az óriási Dunai Vasmű. Népessége 2011. január 1-én 48 701 fő volt.

### Enying
Fejér vármegye délnyugati részén, a Balatontól mindössze jó 7 kilométerre fekvő város, az Enyingi járás központja. Városi címet 1992-ben kapott, népessége 6922 fő.

### Ercsi
Város Fejér vármegye északkeleti szélén, az Martonvásári járásban fekszik, nagyjából 35 kilométerre a fővárostól. Mezőgazdasága fejlett, a gabona-, kukorica-, cukorrépa- és napraforgótermesztésre alapszik. Az élelmiszeripar is jellemző, 1998-ig jelentős cukorgyártás is folyt a településen. Ercsiből nyílik a MOL kőolajfinomítójának déli kapuja. Százhalombatta területéről Ercsi északi részébe is átnyúlik a finomító területe. Népessége 8282 fő.

### Paks
Város Tolna vármegyében, a Paksi járás székhelye. A település közel húszezer lakosával Szekszárd után a megye második legnagyobb városa. A Mezőföldön pedig Székesfehérvár és Dunaújváros után a harmadik legnépesebb, míg a középtáj legnagyobb Tolna vármegyei települése. A város az ország középső részén, a Duna jobb partján, a Dunaföldvárnál kezdődő kanyarulat végénél fekszik, Budapesttől mintegy 110 kilométerre délre, a Mezőföldön.
1967 őszén megszületett a kormányhatározat az első magyarországi atomerőmű építéséről, amelynek helyéül a Duna és Csámpa-puszta között fekvő (hajdan Magyari-puszta) területet választotta. 1969-ben megkezdődtek a földmunkák. 1974-ben már az első sorházak is álltak a lakótelepen. A városban több mint 2000 lakás épült az atomerőmű Paksra településével. Az 1979-ben történt várossá válás döntő tényezője az Atomerőmű felépítése volt.

### Perkáta
Fejér vármegyében, a Mezőföld keleti peremének völgyekkel szabdalt lösz fennsíkján települt Perkáta, melynek neve kelta eredetű. A település megközelíthető közúton: Budapestről az M6-os autópályán, vagy Székesfehérvárról a 62-esen. Jelentős történelmi múlttal, és látványos mezőgazdasággal nagy kül és belterülettel rendelkező település, amely a Dunaújvárosi járásban fekszik. Lélekszáma 4024 fő.

### Pusztaszabolcs
Fejér vármegye keleti részén fekvő város, fontos vasúti csomópont az Dunaújvárosi járásban, Budapesttől 50, Székesfehérvártól 30 kilométerre. A város története több ezer éves múltra tekint vissza, a régészeti ásatásokkal felszínre kerültek bronzkori, kelta, illetve római kori tárgyi emlékek. Nevezetességei a református templom és a római katolikus templom, kora barokk orgonájával. A város népessége 2010-ben 6087 fő volt.

### Sárbogárd
Fejér vármegye déli részén fekszik a Dunától mintegy 20 kilométer távolságban, a Sárbogárdi járás székhelye. A 2001-es népszámlálási adatok szerint 13 451 lakosa volt, területe 189,33 négyzetkilométer, ezzel a Mezőföld legnagyobb területű települése.

### Székesfehérvár
Fejér vármegye székhelye és a Közép-Dunántúl régió központja. A középkorban királyi székhely és főváros, napjainkban az ország egyik elsődleges gazdasági, közlekedési és kulturális központja. Számos látnivalójának többsége a történelmi belvárosban található. A Mezőföld legnépesebb települése, hiszen népessége mintegy százezer fő, ezzel a Dunántúlon a harmadik, az országban pedig a kilencedik legnagyobb népességű település, területe pedig 170,89 négyzetkilométer, amivel a Mezőföld második legnagyobb települése. Területének kisebb része a Dunántúli-középhegységre esik (a Vértes és a Velencei-hegység egyes nyúlványai a város területére esnek).